# A magyar labdarúgó-válogatott 2009. augusztus 12-i mérkőzése
Előző mérkőzés - Következő mérkőzés
A magyar labdarúgó-válogatott barátságos mérkőzése Románia ellen, 2009. augusztus 12-én. Eredménye: 0–1 (0–1).

## Előzmények
A mérkőzés a februárban meggyilkolt román válogatott kézilabdázó, Marian Cozma emlékmérkőzése is volt.

A mérkőzés előtt a legfrissebb vizsgálatok után, megkezdték a Puskás Ferenc Stadion bővítését. Ezt nem a szó szoros értelmében kell érteni, egyszerűen az UEFA előírásoknak megfelelően műanyag ülőhelyekkel bővítették a stadiont. Közel 7000 széket szereltek fel a felsőkaréj szintjére, így a 65000 fős stadionba 42000 fő válhatott jegyet nemzetközi mérkőzésekre. Az MLSZ állta a rekonstrukció költségét.

A válogatottba behívást nyert a 70-szeres válogatott kapus, Király Gábor.
| „                                | Két sorsdöntő vb-selejtező előtt állunk, szeptember 5-én Svédországot, 9-én pedig Portugáliát fogadjuk. Ez a meccs remek alkalom a felkészülésre, és bár a románok játékstílusa inkább második ellenfelünkéhez, a portugálokéhoz hasonlít, így is jó lehetőség a közös gyakorlásra. Örülök, hogy egyre több futballistánk kap stabil lehetőséget klubcsapatában, hiszen ez nagyon fontos a válogatott eredményessége szempontjából. | ” |
| – Erwin Koeman, a mérkőzés előtt | |   |

Razvan Rat, Bogdan Stancu és Adrian Mutu nem tudott pályára lépni. Ennek ellenére a románok komolyan készülte a magyarok ellen.
| „                                  | Hét-nullás győzelmet ígértem édesapámnak, de persze tudom, hogy erre semmi esély nincs. Ám legalább esélyem lesz arra, hogy sikert arassak a magyar válogatott ellen, és ez is lesz játékosaim célja. Szerdai vendéglátóink pillanatnyilag előttünk járnak, egységesebbek, kiforrottabbak, mint mi, ezt mutatja az is, hogy csoportjukban a második helyen állnak. Nálunk még az alapok lerakása zajlik, új csapatot építünk, de a győzelem szándékával lépünk pályára szerdán. | ” |
| – Razvan Lucescu, a mérkőzés előtt | |   |

## Az összeállítások
| 2009. szeptember 5. 835. mérkőzés Barátságos | Magyarország | 0 – 1   | Románia     | Puskás Ferenc Stadion, Budapest Nézőszám: 14000 Játékvezető: Vladimir Vnuk (szlovák) |
| 2009. szeptember 5. 835. mérkőzés Barátságos |              | (0 – 1) | Ghioane 42' | Puskás Ferenc Stadion, Budapest Nézőszám: 14000 Játékvezető: Vladimir Vnuk (szlovák) |

| Csapatszínek | Csapatszínek | Csapatszínek |
| Csapatszínek |              |              |
| Csapatszínek |              |              |
|              |              |              |
| '            |              |              |

| Csapatszínek | Csapatszínek | Csapatszínek |
| Csapatszínek |              |              |
| Csapatszínek |              |              |
|              |              |              |
| '            |              |              |

| MAGYARORSZÁG:        |    |                  |  |         |
|                      |    |                  |  |         |
| KAP                  | 1  | Babos Gábor      |  |         |
| HV                   | 3  | Vanczák Vilmos   |  |         |
| HV                   | 2  | Gyepes Gábor     |  | 74'     |
| HV                   | 4  | Juhász Roland    |  | 88'     |
| HV                   | 2  | Bodor Boldizsár  |  | 83'     |
| KP                   | 8  | Dárdai Pál       |  | 76'     |
| KP                   | 6  | Halmosi Péter    |  |         |
| KP                   | 9  | Huszti Szabolcs  |  | 46'     |
| KP                   | 10 | Hajnal Tamás     |  |         |
| KP                   | 7  | Dzsudzsák Balázs |  | 46'     |
| CS                   | 11 | Torghelle Sándor |  | 78'     |
| Cserék:              |    |                  |  |         |
| CSE                  | 12 | Fülöp Márton     |  |         |
| CSE                  | 13 | Bodnár László    |  |         |
| CSE                  | 14 | Gera Zoltán      |  | 46'     |
| CSE                  | 15 | Tóth Balázs      |  | 76'     |
| CSE                  | 16 | Vadócz Krisztián |  | 83'     |
| CSE                  | 17 | Rudolf Gergely   |  | 46' 91' |
| CSE                  | 18 | Priskin Tamás    |  | 78'     |
| CSE                  | 19 | Fehér Csaba      |  | 74' 85' |
| CSE                  | 20 | Szélesi Zoltán   |  |         |
| CSE                  | 21 | Király Gábor     |  |         |
| Szövetségi kapitány: |    |                  |  |         |
| Erwin Koeman         |    |                  |  |         |

| ROMÁNIA:             |    |                    |  |     |
|                      |    |                    |  |     |
| KAP                  | 1  | Danut Coman        |  |     |
| HV                   | 4  | Ovidiu Dananae     |  | 39' |
| HV                   | 5  | Cristian Chivu     |  | 84' |
| HV                   | 6  | Mirel Radoi        |  | 60' |
| HV                   | 3  | Mihai Nesu         |  | 84' |
| KP                   | 10 | Bogdan Mara        |  | 74' |
| KP                   | 7  | Tiberiu Ghioane    |  | 42' |
| KP                   | 16 | Iulian Apostol     |  |     |
| KP                   | 21 | Maximilian Nicu    |  | 60' |
| CS                   | 9  | Ciprian Marica     |  |     |
| CS                   | 11 | Ioel Danciulescu   |  | 46' |
| Cserék:              |    |                    |  |     |
| CSE                  | 12 | Costel Pantilimon  |  |     |
| CSE                  | 23 | Ciprian Tatarusanu |  |     |
| CSE                  | 2  | Vasile Maftei      |  | 39' |
| CSE                  | 8  | Paul Codrea        |  | 60' |
| CSE                  | 14 | Costin Lazar       |  |     |
| CSE                  | 15 | Dorin Goian        |  | 60' |
| CSE                  | 17 | Romeo Surdu        |  | 46' |
| CSE                  | 18 | Gheorge Bucur      |  |     |
| CSE                  | 19 | Marius Constantin  |  | 82' |
| CSE                  | 20 | Mihai Roman        |  | 74' |
| Szövetségi kapitány: |    |                    |  |     |
| Razvan Lucescu       |    |                    |  |     |

|  |

## A mérkőzés
A magyarok nagyobb fölényben és több helyzettel játszottak. Vanczák és Gyepes is gólt szerezhetett volna, utóbbi fejese a felső lécen csattant a kipattanót Vanczák fejelte kapura, amit a román kapus fogni tudott. Az első félidő hajrájában Huszti lövésébe szállt bele egy önfeláldozó védő. Ennek ellenére a román csapat szerezte meg a vezetést. Kontratámadást vezettek a vendégek, Bodgan Mara beadását Vanczák éppen Tiberiu Ghioane elé mentette, aki a 16-os bal sarkából a kapu bal oldalába lőtt (0-1). A magyar szövetségi kapitány a szünetben kettős cserét hajtott végre. A beálló Gera a kapu előtt veszélyeztetett, majd Torghelle is fölé fejelte a beadott labdát, majd később is csak helyzetekig jutott. Juhász Roland a szögleteknél próbált a fejjátékával érvényesülni, de sajnos nem tudott. Koeman cserékkel próbálta lendíteni a magyarok játékát, de végül a románok győztek. Ellentétes félidőket hozott a találkozó, a román gól egalizálásának célja lendített a magyar csapaton, de nem eléggé.

| „                               | A két félidő különböző képet mutatott, az első kiábrándító volt, túl messze helyezkedtünk ellenfeleinktől, főleg a középpályán hagytunk nagy területet a románoknak. A második játékrész már sokkal jobb volt, a csapat ekkor mindent megtett az egyenlítés érdekében, de az eredmény miatt természetesen csalódott vagyok. A svédek elleni világbajnoki selejtező előtt nagyon fontos, hogy a válogatott tagjai a lehető legtöbb meccsen lépjenek pályára klubcsapatukban, s a rendelkezésünkre álló időben igyekszünk majd kijavítani a hibákat. | ” |
| – Erwin Koeman, a mérkőzés után | |   |

## Örökmérleg a mérkőzés után
| Magyarország | :         | Románia |
| ------------ | --------- | ------- |
| 11           | Győzelem  | 5       |
| 5            | Döntetlen | 5       |
| 45           | Gólok     | 23      |
| 38/63        | Pontok    | 20/63   |
| 60           | %         | 32      |

Előző mérkőzés - Következő mérkőzés

### Összes mérkőzés
Győzelem
      Döntetlen
      Vereség
| No.        | Dátum         | Helyszín                        | Nézőszám          | Mérkőzés           | Eredmény                       | Gólszerző(k)                                                                      |
| ---------- | ------------- | ------------------------------- | ----------------- | ------------------ | ------------------------------ | --------------------------------------------------------------------------------- |
| 1. (196.)  | 1936. 10. 04. | Bukarest                        | 35 000            | barátságos         | Románia–Magyarország 1–2 (1–0) | Bindea 22' és Lázár 65', Toldi 83'                                                |
| 2. (224.)  | 1939. 10. 22. | Bukarest                        | 32 000            | barátságos         | Románia–Magyarország 1–1 (0–0) | Spielmann 78' és Tóth Mátyás 76'                                                  |
| 3. (229.)  | 1940. 05. 19. | Budapest, Üllői út              | 20 000            | barátságos         | Magyarország–Románia 2–0 (0–0) | Sárosi 73', Gyetvai 75'                                                           |
| 4. (247.)  | 1945. 09. 30. | Budapest, Üllői út              | 35 000            | barátságos         | Magyarország–Románia 7–2 (5–2) | Hidegkuti 8' 86', Puskás 15' 66', Zsengellér 25', Rudas 32' (11-esből), Nyers 39' |
| 5. (257.)  | 1947. 10. 12. | Bukarest                        | 35 000            | Balkán-bajnokság   | Románia–Magyarország 0–3 (0–2) | Egresi 21', Puskás 35' 74'                                                        |
| 6. (262.)  | 1948. 06. 06. | Újpest, Megyeri út              | 45 000            | Balkán-bajnokság   | Magyarország–Románia 9–0 (2–0) | Mészáros 30' 46', Egresi 43' 60' 71', Puskás 57' 87', Kocsis 66' 84'              |
| 7. (265.)  | 1948. 10. 24. | Bukarest                        | 48 000            | Balkán-bajnokság   | Románia–Magyarország 1–5 (0–1) | Perényi-Pecsovszky 77' és Puskás 44' 63' 84', Deák 50' 68'                        |
| 8. (289.)  | 1952. 07. 15. | Turku                           | 14 000            | Olimpiai-selejtező | Magyarország–Románia 2–1 (1–0) | Czibor 22', Kocsis 73' és Suru 86'                                                |
| 9. (312.)  | 1954. 09. 19. | Budapest, Népstadion            | 93 000            | barátságos         | Magyarország–Románia 5–1 (3–1) | Kocsis 20' 35', Hidegkuti, 44' 53', Budai II 68' és Ozon 24'                      |
| 10. (358.) | 1958. 10. 26. | Bukarest                        | 100 000           | barátságos         | Románia–Magyarország 1–2 (1–0) | Dinulescu 30' és Vasas 72', Tichy 78'                                             |
| 11. (466.) | 1972. 04. 29. | Budapest, Népstadion            | 68 585            | Eb-negyeddöntő     | Magyarország–Románia 1–1 (1–0) | Branikovits 10' és Szatmári 55'                                                   |
| 12. (468.) | 1972. 05. 14. | Bukarest                        | 75 000            | Eb-negyeddöntő     | Románia–Magyarország 2–2 (1–2) | Dobrin 14', Neagu 81' és Szőke 5', Kocsis 36'                                     |
| 13. (469.) | 1972. 05. 17. | Belgrád                         | 55 000            | Eb-negyeddöntő     | Magyarország–Románia 2–1 (1–1) | Kocsis 26', Szőke 87' és Neagu 33'                                                |
| 14. (555.) | 1981. 05. 13. | Budapest, Népstadion            | 62 000            | vb-selejtező       | Magyarország–Románia 1–0 (1–0) | Fazekas 18'                                                                       |
| 15. (558.) | 1981. 09. 23. | Bukarest                        | 75 000            | vb-selejtező       | Románia–Magyarország 0–0       |                                                                                   |
| 16. (727.) | 1998. 10. 14. | Budapest, Népstadion            | 30 000            | Eb-selejtező       | Magyarország–Románia 1–1 (0–0) | Hrutka 83' és Dinu 50'                                                            |
| 17. (733.) | 1999. 06. 05. | Bukarest                        | 25 000            | Eb-selejtező       | Románia–Magyarország 2–0 (2–0) | Ilie 2', Munteanu 15'                                                             |
| 18. (752.) | 2001. 06. 02. | Bukarest                        | 20 526            | vb-selejtező       | Románia–Magyarország 2–0 (1–0) | Niculae 5' 53'                                                                    |
| 19. (756.) | 2001. 09. 05. | Budapest, Népstadion            | 6 000             | vb-selejtező       | Magyarország–Románia 0–2 (0–2) | Ilie 11', Niculae 27'                                                             |
| 20. (781.) | 2004. 02. 21. | Nicosia                         | 1 200             | barátságos         | Magyarország–Románia 0–3 (0–1) | Mihut 11', Dănciulescu 89', Caramarin 90+2'                                       |
| 21. (841.) | 2009. 08. 12. | Budapest, Puskás Ferenc Stadion | 14 000            | barátságos         | Magyarország–Románia 0–1 (0–1) | Ghioane 42'                                                                       |
| 22. (877.) | 2013. 03. 22. | Budapest, Puskás Ferenc Stadion | zárt kapuk mögött | vb-selejtező       | Magyarország–Románia 2–2 (1–0) | Vanczák 16', Dzsudzsák 71' (11-esből) és Mutu 68' (11-esből), Chipciu 90+2'       |
| 23. (881.) | 2013. 09. 06. | Bukarest, Arena Națională       | 41 405            | vb-selejtező       | Románia–Magyarország 3–0 (2–0) | Marica 2', Pintilii 31', Tănase 88'                                               |
| 24. (890.) | 2014. 10. 11. | Bukarest, Arena Națională       | 54 000            | Eb-selejtező       | Románia–Magyarország 1–1 (1–0) | Rusescu 45' és Dzsudzsák 82'                                                      |
| 25. (897.) | 2015. 09. 04. | Budapest, Groupama Aréna        | 22 060            | Eb-selejtező       | Magyarország–Románia 0–0       |                                                                                   |

Magyar gólszerzők sorrendje, szerzett találatok szerint rendezve: Puskás (9 gól), Kocsis Sándor (5 gól), Egresi, Hidegkuti (4-4 gól), Mészáros, Deák, Szőke, Kocsis Lajos, Dzsudzsák (2-2 gól), Lázár, Toldi, Tóth Mátyás, Sárosi, Gyetvai, Zsengellér, Rudas, Nyers, Perényi-Pecsovszky, Czibor, Budai II, Vasas, Tichy, Branikovits, Fazekas, Hrutka, Vanczák (1-1 gól)

## Lásd még
- Magyar labdarúgó-válogatott